# 仙南圏

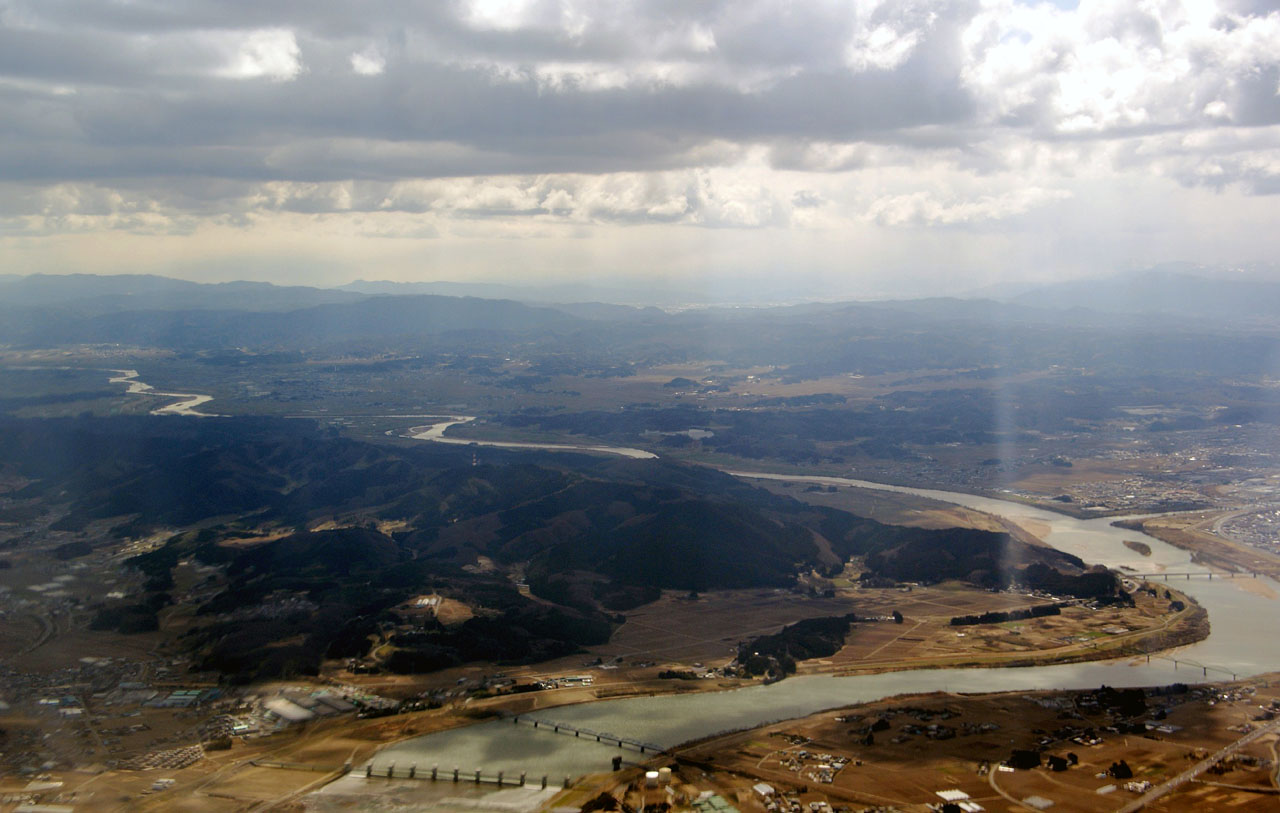
阿武隈川下流周辺の空撮写真。写真の中の阿武隈川より奥側が仙南地域である。

仙南圏（せんなんけん）は、宮城県が指定する広域行政推進地域である。宮城県による地域区分名称は広域仙南圏。白石市、角田市、蔵王町、七ヶ宿町、大河原町、村田町、柴田町、川崎町、丸森町の2市7町から成る。

## 地域の概況
仙南地域は宮城県の南西部分に当たる。仙南地域の西側には蔵王連峰がそびえ、その向こうは山形県である。また、南側では福島県に接し、ここに阿武隈高地が延びている。北部は仙台市と、東部は名取市、岩沼市、亘理町、山元町と接する。
仙南地域の面積は15万5140ヘクタールで、これは宮城県全体の面積の約21パーセントである。地域内の土地利用については、森林の割合が69パーセントと高めである。東北新幹線や東北本線、阿武隈急行線、東北自動車道や山形自動車道といった鉄道網、高速道路網が仙南地域を縦貫し、白石蔵王駅や白石インターチェンジ、村田インターチェンジなどが設置されている。
仙南地域では、果樹や畜産などを含めて、稲作に偏らない多様な農林畜産業が展開されている。工業については、電子部品、輸送用機械、業務用機械などの製造業が仙南地域に集まっている。仙南地域における地域内総生産の製造業の割合は約35パーセントであり、これは宮城県における約16パーセントを大きく超えるものである。蔵王連峰などの自然を抱える仙南地域では観光関連産業も特筆される。

## 広域行政推進地域

宮城県 行政区分地図
■青緑色：仙南圏

宮城県が指定する当該の広域行政推進地域は、「広域仙南圏」または単に「仙南圏」と呼ばれ、大河原地方振興事務所が管轄している。市が設置される以前の柴田郡・刈田郡・伊具郡に所属していた地域が対象。
- 白石市
- 角田市
- 柴田郡（川崎町・村田町・柴田町・大河原町）
- 刈田郡（蔵王町・七ヶ宿町）
- 伊具郡（丸森町）

推計人口（2025年5月1日）：155,483人（全県比：7%）
国勢調査人口の推移は以下の通り。
仙南圏の市郡（単位：人）
| 市町     | 団体コード | 郡制期 | 郡制期 | 2010年 国勢調査 （人） | 2025年5月1日 推計人口 （人） | 増減率 (%) |
| 市町     | 団体コード | 所属郡 | 郡役所 | 2010年 国勢調査 （人） | 2025年5月1日 推計人口 （人） | 増減率 (%) |
| -------- | ---------- | ------ | ------ | ---------------------- | ---------------------------- | ---------- |
| 川崎町   | 04324-9    | 柴田郡 |        | 9,978                  | 7,558                        | -24.25     |
| 村田町   | 04322-2    | 柴田郡 |        | 11,995                 | 9,785                        | -18.42     |
| 柴田町   | 04323-1    | 柴田郡 |        | 39,341                 | 36,889                       | -6.23      |
| 大河原町 | 04321-4    | 柴田郡 | ◎      | 23,530                 | 23,209                       | -1.36      |
| 白石市   | 04206-4    | 刈田郡 | ◎      | 37,422                 | 29,846                       | -20.24     |
| 蔵王町   | 04301-0    | 刈田郡 |        | 12,882                 | 10,519                       | -18.34     |
| 七ヶ宿町 | 04302-8    | 刈田郡 |        | 1,694                  | 1,126                        | -33.53     |
| 角田市   | 04208-1    | 伊具郡 | ◎      | 31,336                 | 25,878                       | -17.42     |
| 丸森町   | 04341-9    | 伊具郡 |        | 15,501                 | 10,673                       | -31.15     |

- 柴田郡：人口77,441人、面積428.17km²、人口密度181人/km²。（2025年5月1日、推計人口）
- 旧刈田郡域：人口41,491人、面積702.4km²、人口密度59.1人/km²。（2025年5月1日、推計人口）
- 旧伊具郡域：人口36,551人、面積420.83km²、人口密度86.9人/km²。（2025年5月1日、推計人口）

仙台都市圏以外の地域圏（単位：人）
仙台都市圏（単位：万人）

## 都市雇用圏
金本良嗣らによって考案された都市雇用圏（10パーセント通勤圏）の指標では、白石市を中心とし、蔵王町、七ヶ宿町を郊外とする都市圏が形成されている（2015年基準）。一般的な都市圏の定義については都市圏を参照。
- 10 % 通勤圏に入っていない自治体は、各統計年の欄で灰色かつ「-」で示す。

| 自治体 ('80) | 1980年                | 1990年                | 1995年                | 2000年                | 2005年                | 自治体 （現在） |
| ------------ | --------------------- | --------------------- | --------------------- | --------------------- | --------------------- | --------------- |
| 川崎町       | 仙台 都市圏           | 仙台 都市圏           | 仙台 都市圏           | 仙台 都市圏           | 仙台 都市圏           | 川崎町          |
| 柴田町       | 仙台 都市圏           | 仙台 都市圏           | 仙台 都市圏           | 仙台 都市圏           | 仙台 都市圏           | 柴田町          |
| 大河原町     | 仙台 都市圏           | 仙台 都市圏           | 仙台 都市圏           | 仙台 都市圏           | 仙台 都市圏           | 大河原町        |
| 村田町       | -                     | -                     | -                     | 仙台 都市圏           | 仙台 都市圏           | 村田町          |
| 蔵王町       | -                     | -                     | 白石 都市圏 4万4026人 | 白石 都市圏 5万4338人 | 白石 都市圏 5万2810人 | 蔵王町          |
| 白石市       | 白石 都市圏 4万1275人 | 白石 都市圏 4万2017人 | 白石 都市圏 4万4026人 | 白石 都市圏 5万4338人 | 白石 都市圏 5万2810人 | 白石市          |
| 七ヶ宿町     | -                     | -                     | -                     | -                     | -                     | 七ヶ宿町        |
| 角田市       | -                     | -                     | -                     | -                     | -                     | 角田市          |
| 丸森町       | -                     | -                     | -                     | -                     | -                     | 丸森町          |